# Ocotea venenosa
El gunguve'cco (Ocotea venenosa) es un árbol de la familia Lauraceae, nativo del noroccidente de la Amazonia, frontera de Ecuador y Colombia.

## Usos
Sus frutos forman parte del curare fabricado por la tribu de los cofanes en la Amazonia noroccidental, quienes son los mayores conocedores de las plantas de curare.
El curare es un veneno empleado para la caza. En la corteza y semillas de Ocotea venenosa se encuentran alcaloides, como rodiasine (C38H42N2O6), relacionados con la d- Tubocurarina que se encuentra originalmente en la especie Chondrodendron tomentosum.
Descubierta en 1930, la d- tubocurarina ha sido empleada por médicos y farmacólogos para relajar los músculos en cirugías y enfermedades neurológicas.